# Pierre Le Goff (dessinateur)
Pour les articles homonymes, voir Pierre Le Goff et Le Goff.
Pierre Le Goff est un dessinateur et journaliste français, né le 21 février 1932 dans le 17e arrondissement de Paris et mort le 4 décembre 2023 à Nanterre.

## Biographie
C'est un passionné d'automobile. Il a par ailleurs été le dernier dessinateur à avoir repris le Professeur Nimbus pour Opera Mundi. Il signait parfois ses planches sous le pseudonyme de Pierre Brisson.